# نعيم بن مسعود
أبو سلمة نعيم بن مسعود بن عامر الأشجعي الغطفاني صحابي جليل من مشاهير الصحابة أسلم قبل غزوة الخندق ثم عمل على التفريق بين قريش وبني قريظة وقومه غطفان. قال ابن حجر العسقلاني: «نعيم بن مسعود بن عامر الأشجعي صحابي مشهور له ذكر في صحيح البخاري، أسلم ليالي الخندق، وهو الذي أوقع الخلف بين الحيين قريظة وغطفان في وقعة الخندق، فخالف بعضهم بعضاً ورحلوا عن المدينة».

## اسمه ونسبه
- هو: نُعَيم بن مسعود بن عامر بن أنيف بن ثعلبة بن قنفذ بن خلاوة بن سبيع بن بكر بن أشجع بن ريث بن غطفان بن سعد بن قيس عيلان بن مضر بن نزار بن معد بن عدنان الأشجعي الغطفاني ويُكَنى بأبي سلمة.[4]

## سيرته

### في غزوة الخندق
هو الذي أَوقع الخلاف بين قُرَيظة وغَطَفان وقُرَيش يوم الخندق، وخَذَّل بعضهم عن بعض، وأَرسل الله عليهم الريح والبرد والجنود، وهم الملائكة، فصرف كيد الكفار عن النبي والمسلمين. ولما أَسلم واستأَذن النبي في أَن يُخَذِّل الكفار، قال له النبي محمد: «خَذِّلْ مَا اسْتَطَعْتَ فَإِنَّ الْحَرْبَ خُدْعَةٌ».
قيل: إنه الذي نزلت فيه: {الَّذِينَ قَالَ لَهُمُ النَّاسُ إِنَّ النَّاسَ قَدْ جَمَعُواْ لَكُمْ} [آل عمران 173] يعني نعيم بن مسعود وَحْدَه، كني عنه وَحْدَه بالنّاس في قولِ طائفةٍ من أهل التّفسير. قال بعضُ أهل المعاني: إنما قيل ذلك لأنّ كلَّ واحدٍ من الناس يقومُ مقام الآخر في مِثْلِ ذلك.
قال نعيم بن مسعود: كنتُ أقدم على كعب بن أسد ببني قُرَيْظة فأقيم عندهم الأيّام أشرب من شرابهم وآكل من طعامهم ثمّ يحمِّلونني تمرًا على ركابي ما كانت، فأرجع به إلى أهلي، فلمّا سارت الأحزابُ إلى رسول الله صَلَّى الله عليه وسلم، سرتُ مع قومي وأنا على ديني ذلك. وكان رسول الله صَلَّى الله عليه وسلم، بي عارفًا، فقذف الله في قلبي الإسلام فكتمتُ ذلك قومي وأخرجُ حتى آتي رسولَ الله صَلَّى الله عليه وسلم، بين المغرب والعشاء فأجده يصلّي، فلمّا رآني جلس ثمّ قال: «ما جاء بك يا نُعيم؟» قلتُ: إني جئت أُصَدِّقُك وأشهد أنّ ما جئتَ به حقّ، فمُرْني بما شئتَ يا رسول الله، قال: «ما استطعتَ أن تُخذِّلَ عنّا الناسَ فخَذِّلْ!» قال قلتُ: أَفْعَل ولكن يا رسول الله أنّى أقول؟ قال: «قُلْ ما بدا لك فأنت في حلّ». قال فذهبتُ إلى بني قُرَيْظة فقلتُ: اكتموا عني اكتموا عني، قالوا: نفعل، فقلتُ: إنّ قريشًا وغطفان على الانصراف عن محمد، عليه السلام، إن أصابوا فُرْصَةً انتهزوها وإلاّ استمرّوا إلى بلادهم، فلا تقاتلوا معهم حتى تأخذوا منهم رهنًا، قالوا: أشرتَ بالرأي علينا والنُّصْح لنا. ثمّ خرج إلى أبي سفيان بن حرب فقال: قد جئتك بنصيحة فاكتم عني، قال: أفعل، قال: تعلم أَنَّ قُرَيْظَةَ قد نَدِموا على ما صنعوا فيما بينهم وبين محمد، وأرادوا إصلاحَه ومراجعته، أرسلوا إليه وأنا عندهم: إنّا سنأخذ من قريش وغَطَفان سبعين رجلًا من أشرافهم نُسلِّمهم إليك تضرب أعناقَهم ونكون معك على قريش وغطفان حتى نردّهم عنك وتردّ جَناحَنا الذي كسرتَ إلى ديارهم يعني بني النضير فإن بعثوا إليكم يسألونكم رَهْنًا فلا تدفعوا إليهم أحدًا واحذروهم. ثم أتَى غَطَفان فقال لهم مثل ما قال لقريش، وكان رجلًا منهم، فصدّقوه. وأرسلت قُريظة إلى قريش: إنّا والله ما نخرج فنقاتل معكم محمدًا صَلَّى الله عليه وسلم، حتى تعطونا رَهْنًا منكم يكونون عندنا فإنّا نتخوّف أن تنكشفوا وتَدَعونا ومحمدًا. فقال أبو سفيان: هذا ما قاله نُعيم، وأرسلوا إلى غطفان بمثل ما أرسلوا إلى قريش، فقالوا لهم مثل ذلك، وقالوا جميعًا: إنّا والله ما نُعْطيكم رَهْنًا ولكن اخرجوا فقاتلوا معنا. فقالت يَهُودُ: نحلف بالتوراة إنّ الخبر الذي قال نُعيم لحَقّ. وجعلت قريش وغطفان يقولون: الخبر ما قال نُعيم، ويئس هؤلاء من نصر هؤلاء، وهؤلاء من نصر هؤلاء، واختلف أمرهم وتفرّقوا، فكان نُعيم يقول: أنا خذّلتُ بين الأحزاب حتى تفرّقوا في كلّ وجه وأنا أمين رسول الله صَلَّى الله عليه وسلم، على سرّه.

### هجرته
هاجر نُعيم بن مسعود بعد ذلك وسكن المدينة، وولده بها، وكان يَغْزُو مَعَ النبي إذا غزا، وبعثه النبي لما أراد الخروج إلى تبُوك إلى قومه ليستنفرهم إلى غَزْوِ عَدوّهم. كما بعثه النبي مع مَعْقِل بن سِنان إلى أشجع يأمرانهم بحضور المدينة لفتح مكّة.

### روايته للحديث
له رواية عن النبي، روى عنه ولداه: سلمة، وزينب، وله حديث عند أحمد بن حنبل في مسنده وغيره. فعن عبد اللّه بن أَحمد قال: حدثني أَبي، حدثنا إِسحاق بن إِبراهيم الرازي، حدّثنا سلمة بن الفضل، حدثنا محمد بن إِسحاق، حدثني سعد بن طارق الأَشجَعي وهو أَبو مالك عن سلمة بن نُعَيم بن مسعود الأَشجعي، عن أَبيه قال: سمعتُ رسول الله صَلَّى الله عليه وسلم يقول حين قرأَ كتاب مُسَيلِمَة، قال للرسولين: «فما تقولان أَنتما»؟ قالا: نقول كما قال. فقال رسول الله صَلَّى الله عليه وسلم: «لَوْلاَ أَنَّ الْرُّسُلَ لاَ تُقْتَلُ لَضَرَبْتُ أَعْنَاقَكُمَا».

### وفاته
قيل توفي نعيم بن مسعود زمان عثمان بن عفان، وقيل بل قتل يوم الجمل الأول قبل قدوم علي بن أبي طالب مع مجاشع بن مسعود السّلمي، وحكيم بن جبلة.